# V (álbum de Live)
V, originalmente titulado Ecstatic Fanatic, es el quinto álbum por la banda Live, fue lanzado en 2001. El álbum incluye los sencillos "Simple Creed" y "Overcome", el último de los cuales recibió una exposición significativa después de los atentados del 11 de septiembre de 2001. V sin embargo, reflejó la continua caída comercial de Live, alcanzando solo el número 22 en las listas en EE.UU, y ni siquiera alcanzó el nivel oro, a pesar de comentarios positivos.
El remix de "Deep Enough", que es un tema oculto en este álbum fue incluido en la película The Fast and the Furious. Además "Forever May Not Be Long Enough" aparece en la banda sonora de The Mummy Returns y es reproducida durante los créditos finales de la película, y "Overcome" apareció en el programa de televisión del canal FX, The Shield.

## Lista de canciones
Todas las canciones escritas por Ed Kowalczyk, excepto donde se indique:
1. "Intro" – 0:37
2. "Simple Creed" (Kowalczyk, Tricky) – 3:24
3. "Deep Enough" – 3:19
4. "Like a Soldier" – 3:12
5. "People Like You" – 3:17
6. "Transmit Your Love" – 4:35
7. "Forever May Not Be Long Enough" (Kowalczyk, Glen Ballard) – 3:49
8. "Call Me a Fool" – 2:38
9. "Flow - 3:30
10. "The Ride" – 3:54
11. "Nobody Knows" – 4:26
12. "OK?" – 3:11
13. "Overcome" – 4:16
14. "Hero of Love" – 5:12
15. "Deep Enough" (remix, hidden track) – 3:11

## Posición en las listas

### Álbum
| Año  | Listas                       | Posicionamiento |
| ---- | ---------------------------- | --------------- |
| 2001 | Billboard 200                | 22              |
| 2001 | Top Canadian Albums          | 5               |
| 2001 | Top Internet Albums          | 11              |
| 2001 | Australian ARIA Albums Chart | 1               |

### Sencillos
| Sencillo       | Año  | Lista                  | Cima |
| -------------- | ---- | ---------------------- | ---- |
| "Simple Creed" | 2001 | Mainstream Rock Tracks | 11   |
| "Simple Creed" | 2001 | Modern Rock Tracks     | 18   |
| "Overcome"     | 2001 | Modern Rock Tracks     | 30   |

| Predecesor: A Funk Odyssey por Jamiroquai | 'Australia ARIA Albums Chart Álbum número uno' 24 de septiembre - 7 de octubre de 2001 | Sucesor: beautifulgarbage por Garbage |